# Квінт Цецилій Метелл Балеарік
Квінт Цецилій Метел Балеарський (лат. Quintus Caecilius Metellus Balearicus; 170 — 113/112 рр. до н. е.) — політичний та військовий діяч Римської республіки, консул 123 року до н. е.

## Життєпис
Походив з роду нобілів Цециліїв. Син Квінта Цецилія Метелла Македонського, консула 143 року до н. е.
Як еділ провів закупівлю зерна у Фессалії, у 126 році до н. е. обрано претором. У 123 році до н. е. — консулом разом з Тітом Квінкцієм Фламініном. У 122 році до н. е. його призначено проконсулом Балеарських островів та Іспанії. На цій посаді провів низку успішних бойових дій проти піратів, звільнивши острови від піратських баз, а море для судноплавства. Окрім того, заснував на Балеарських островах декілька римських колоній — Пальму (сучасне місто Пальма-де-Майорка), Полленція (сучасне м. Польєнсе). Розмістив у кожній з них до 3 тисяч колоністів. У 121 році до н. е. повернувся до Риму, де від сенату отримав тріумф та почесний агномен Балеарік. У 120 році до н. е. обрано цензором.

## Родина
Діти:
- Квінт Цецилій Метелл Непот, консул 98 року до н. е.
- Цецилія Метелла Балеарік Старша
- Цецилія Метелла Балеарік Молодша